# ノルベルト・シュラム
ノルベルト・シュラム（Norbert Schramm、1960年4月7日 - ）は、ドイツ出身の男性フィギュアスケート選手。1984年サラエボオリンピックオリンピック男子シングル西ドイツ代表。1982年、1983年ヨーロッパフィギュアスケート選手権優勝。

## 経歴
- 1982年、1983年ヨーロッパフィギュアスケート選手権で優勝。
- 1984年サラエボオリンピックオリンピックに出場し9位。オリンピック後に引退。
- 現在クリムキンイーグルと呼ばれている変形イーグルや変形スピンなどの独特の振り付けで人気があった。
- 1983年に同年の世界選手権2位だったクラウディア・ライストナーとともにLPレコードを出したことがある。
- 引退後はプロ転向。プロ競技会で優勝の経験もある。世界プロフィギュア選手権に1984年から1987年まで出場。
- コーチ兼振付師としても活動。現在はアイスショーのプロデューサーとして活動している。

## 主な戦績
| 大会/年      | 1978-79 | 1979-80 | 1980-81 | 1981-82 | 1982-83 | 1983-84 |
| ------------ | ------- | ------- | ------- | ------- | ------- | ------- |
| オリンピック |         |         |         |         |         | 9       |
| 世界選手権   | 16      |         | 7       | 2       | 2       | 棄権    |
| 欧州選手権   | 11      |         | 3       | 1       | 1       | 3       |